# Concursul Internațional, Neue Stimmen
Concursul Internațional, Neue Stimmen a fost inițiat în anul 1987 de Liz Mohn și de atunci are loc la fiecare doi ani în Gütersloh. NEUEN STIMMEN (voci noi) este în prezent un festival de prestigiu internațional al soliștilor de muzică clasică, sprijinit de fundația Bertelsmann. Scopul competiției este descoperirea și sprijnirea tinerelor talente de cântăreți de operă și operetă. La concurs pot participa soliști de ambele sexe care au vârsta maximă de 30 la femei și 32 de ani la bărbați și care au promovat o școală superioră, un conservatoriu.

## Premiați
Premiați din anii 1987–2009
- 1987
  - 1. loc: Nathalie Stutzmann
  - 2. loc: Tania Christova
  - 3. loc: Andrzej Dobber

- 1988
  - 1. loc: Izabela Labuda
  - 2. loc: Heike Thea Terjung
  - 3. loc: Ingrid Kertesi

- 1989
  - 1. loc: Vesselina Kasarova
  - 2. loc: René Pape
  - 3. loc: Bernard Lombardo

- 1991
  - 1. loc: Sonia Zlatkova
  - 2. loc: Michael Volle
  - 3. loc: Annette Seiltgen

- 1993
  - 1. loc: Marina Ivanova
  - 2. loc: Laura Polverelli
  - 3. loc: Nicola Beller

Operetă: Karin Süß
- 1995
  - 1. loc: Gwyn-Hughes Jones
  - 2. loc: Hanno Müller-Brachmann
  - 3. loc: Sami Luttinen

Operetă: Martina Janková
- 1997
  - 1. loc: Eteri Gvazava
  - 2. loc: Tigran Martirossian
  - 3. loc: Soon-Won Kang

Premiul localității  Yokosuka: Regina Zona
Operetă Felicitas-Vössing-(fundație): Anke Vondung
- 1999
  - 1. loc: Tina Schlenker
  - 2. loc: Andrei Dounaev
  - 3. loc: Paul Gay

Operetă: Reuben Willcox
Premiul localității  Yokosuka: Myung Won Han
Operetă Felicitas-Vössing-(fundație): Valentina Farcas
- 2001
  - 1. loc: O. Burak Bilgili
  - 2. loc: Woo-Kyung Kim
  - 3. loc: Anna Samuil

Operetă: Shawn Mathey
Premiul localității  Yokosuka: Masayo Kimura
Premiul localității Felicitas-Vössing-(fundație): Ashraf R. Sewailam
- 2003
  - 1. loc: Franco Fagioli
  - 2. loc: Maxim Mironov
  - 3. loc: Song-Hu Liu
  - 4. loc (Premiul localității  Yokosuka): Anna Virovlansky
  - 5. loc (Premiul localității Felicitas-Vössing-(fundație)): Tae Joong Yang
  - 6. loc: Miao Hao

Premiul publicului: Erika Buchholz
- 2005
  - 1. loc: María Virginia Savastano
  - 2. loc: Alexey Kudrya
  - 3. loc: Anna Aglatova
  - 4. loc (Premiul localității  Yokosuka) : Jane Archibald
  - 5. loc (Premiul localității Felicitas-Vössing-(fundație)): Emma Vetter
  - 6. loc: Jurgita Adamonyte
  - 7. loc: Xiaolin Zhou

Premiul publicului: Xiaolin Zhou
- 2007
  - 1. loc: Marina Rebeka
  - 2. loc: Fernando Javier Radó
  - 3. loc: Diego Torre
  - 4. loc: (Premiul localității  Yokosuka): Anita Watson
  - 5. loc: Yali Wang
  - 6. loc: Christiane Karg
  - 7. loc: Krenare Gashi
  - 8. loc: Sung-Kon Kim

Premiul publicului: Julia Novikova
Premiul onorific: Emma Pearson
- 2009
  - 1. loc: Eunju Kwon
  - 2. loc: Kihwan Sim
  - 3. loc: JunHo You
  - 4. loc: Pavel Kolgatin
  - 5. loc: Andriana Chuchman
  - 6. loc: Rachel Frenkel
  - 7. loc: Mikhail Korobeynikov

Premiul publicului: Pavel Kolgatin